# Boston-Marathon 1993
Der Boston-Marathon 1993 war die 97. Ausgabe der jährlich stattfindenden Laufveranstaltung in Boston, Vereinigte Staaten. Der Marathon fand am 19. April 1993 statt.
Bei den Männern gewann Cosmas Ndeti in 2:09:33 h und bei den Frauen Olga Markowa in 2:25:27 h.

## Ergebnisse

### Männer
| Platz | Athlet              | Land               | Zeit (h) |
| ----- | ------------------- | ------------------ | -------- |
| 01    | Cosmas Ndeti        | Kenia              | 2:09:33  |
| 02    | Kim Jae-ryong       | Südkorea           | 2:09:43  |
| 03    | Luketz Swartbooi    | Namibia            | 2:09:57  |
| 04    | Hiromi Taniguchi    | Japan              | 2:11:02  |
| 05    | Sammy Lelei         | Kenia              | 2:12:12  |
| 06    | Mark Plaatjes       | Südafrika          | 2:12:39  |
| 07    | Boniface Merande    | Kenia              | 2:12:50  |
| 08    | Severino Bernardini | Italien            | 2:12:56  |
| 09    | Keith Brantly       | Vereinigte Staaten | 2:12:58  |
| 10    | Carlos Tarazona     | Venezuela          | 2:13:37  |

### Frauen
| Platz | Athletin              | Land               | Zeit (h) |
| ----- | --------------------- | ------------------ | -------- |
| 01    | Olga Markowa          | Russland           | 2:25:27  |
| 02    | Kim Jones             | Vereinigte Staaten | 2:30:00  |
| 03    | Carmen De Oliveira    | Brasilien          | 2:31:18  |
| 04    | Manuela Machado       | Portugal           | 2:32:20  |
| 05    | Albina Galliamova     | Russland           | 2:35:12  |
| 06    | Joan Benoit Samuelson | Vereinigte Staaten | 2:35:43  |
| 07    | Nadia Prasad          | Frankreich         | 2:37:11  |
| 08    | Tatiana Titova        | Russland           | 2:37:42  |
| 09    | Joy Smith             | Vereinigte Staaten | 2:38:35  |
| 10    | Gabrielle O’Rourke    | Neuseeland         | 2:39:09  |